# Ōfunato
Ōfunato (jap. 大船渡市, -shi) ist eine Stadt in der Präfektur Iwate auf Honshū, der Hauptinsel von Japan.

## Geographie
Die Gemeinde liegt an der Sanriku-Küste und somit an der Pazifikküste der Tōhokuregion. Die Sanriku-Küste besitzt als Ria-Küste viele steil ansteigende, enge Buchten, die durch ihre komplexen geographischen Effekte die Auswirkungen von Tsunamis verstärken und insbesondere auch in Ōfunato zu besonders hohen bis hin zu Rekordauflaufhöhen führen können.
Die Stadt Ōfunato ist in der engen Bucht von Ōfunato (大船渡湾) angesiedelt, die sich – auf beiden Flanken von steil ansteigenden Hügeln begrenzt – nach Süden erstreckt und in den Ozean öffnet. Die Bucht zieht sich vom Hafen bis zum Ozean über eine Länge von 5,7 km hin und misst direkt am Hafen eine Breite von 1,1 km. Vor dem Tōhoku-Tsunami existierten am Eingang der Bucht zwei Wellenbrecher, die zusammen eine Länge von 540 m aufwiesen, am 11. März 2011 jedoch vollständig zerstört wurden.
Ōfunato liegt südöstlich von Morioka und nordöstlich von Sendai.

## Geschichte
In der Edo-Zeit umfasste Ōfunato neben der Handels- und Verwaltungsstadt auch Fischer- und Bergdörfer. Da das Meer reichlich Nahrung bot, lebten viele Fischer an der Küste. Andere Einwohner arbeiteten im Hinterland als Holzfäller.
In den 1930er Jahren begann eine private Firma mit der Produktion von Zement, für den sie Kalkstein aus dem Hinterland der Stadt verwendete. Dies diente als Katalysator für den Wandel Ōfunatos zu einer modernen Schwerindustriestadt.
Im Jahr 1952 wurden zwei Städte und fünf Dörfer der Region zur Stadt Ōfunato zusammengelegt, um ein nationales Entwicklungsprojekt zur Schaffung einer Küstenschwerindustriestadt zu erfüllen („rinkai kogyo moderu toshi“). Die Gemeinde Ōfunato wurde am 1. April 1952 zur Großstadt (shi) ernannt.
Die Stadtverwaltung Ōfunato bewarb sich darüber hinaus dafür, dass die Stadt zu einer Modellstadt „industrieller Entwicklung in unterentwickelten Gebieten“ („teikaihatsu chiiki kogyo Kaihatsu“) entwickelt wird, womit sie einer nationalen Standortpolitik entsprach, die im Zeitalter des hohen Wirtschaftswachstums in den 1960er Jahren eingeführt wurde. Die Lokalunternehmer Ōfunatos, insbesondere solche aus dem rückläufigen Fischereisektor, und Lokalpolitiker aus dem Industriesektor drängten auf eine Bewerbung der Stadt für die Ausweisung als Modellstadt.
Diese großen, von der nationalen Regierung unterstützten Entwicklungsprojekte förderten nicht nur die regionale Industrialisierung, sondern auch den Aufbau der städtischen Infrastruktur wie zum Beispiel Seehäfen und Fischereiindustriekomplexe. Zudem waren die Projekte auf die Verbesserung der wirtschaftliche Situation der Menschen in der nordjapanischen Küstenregion ausgelegt, bei der es sich um eine der ärmsten Regionen Japans handelte. Die nationale Land- und Industriestandortpolitik Japans zielte im Zeitalter des Wirtschaftswachstums zwischen den 1950er und 1980er auf eine „ausgeglichene Entwicklung nationalen Landes“ ab (1962 eingeführter, erster umfassender nationaler Entwicklungsplan) und empfahl die Korrektur ungleicher regionaler Entwicklungen. Im Rahmen dieser Politik erlebten Ōfunato und andere mittelgroße und kleine Städte sowie Dörfer des Landes bis in die 1980er Jahre regionales Wirtschaftswachstum und Bevölkerungszunahme.
Mit der Stagnation der japanischen Fischerei in den 1980er Jahren auf niedrigem Niveau kam es zu einem Rückgang der meeresprodukteverarbeitenden Industrie Ōfunatos.
Die Abhängigkeit der Industrie von öffentlichen und privaten Bauprojekten trug zum Niedergang der Zementindustrie Ōfunatos bei, nachdem Japan in den frühen 1990er Jahren in wirtschaftliche Schwierigkeiten geraten war. Ein weiteres Problem, mit dem Ōfunato konfrontiert war, bestand in der zunehmenden Alterung der Bevölkerung.
Unter dem Eindruck der Wirtschaftskrise setzte die japanische Regierung in den 1990er Jahren eine Dezentralisierungspolitik um und ermutigte im Rahmen der als „heisei municipal mergers“ bekannten Politik Lokalregierungen zunehmend zur Zusammenlegung, indem vollzogene Zusammenlegungen finanziell unterstützt und ausgebliebene Zusammenlegungen finanziell geahndet wurden. Die neoliberale Regierung von Premierminister Jun’ichirō Koizumi (2001–2006) verfolgte diese Politik, die ein Jahr vor dem Tōhoku-Erdbeben 2011, im März 2010, endete und insgesamt zu einem Rückgang der Gemeinden von 3.229 (April 1999) auf 1.730 (März 2010) führte.
Im November 2001 vereinigte sich die Stadtverwaltung von Ōfunato im Rahmen der Politik der Zusammenlegung mit der nördlich gelegenen Stadt Sanriku, die aufgrund der fortschreitenden Bevölkerungsalterung und der rückläufigen Fischereiindustrie einer Haushaltskrise ausgesetzt gewesen war und eine fiskalische Unterstützung durch die nationale Zusammenlegungspolitik anstrebte. Ōfunatos Lokalunternehmer und -Politiker erhofften sich von der finanziellen Unterstützung durch die Zusammenlegung, dass sie der Stadtverwaltung die Entwicklung und Sanierung der städtischen Infrastruktur ermögliche und somit die Wettbewerbsfähigkeit der Stadt stärke.

## Erdbeben- und Tsunamikatastrophen
Seit der Meiji-Zeit hatte die Küstenregion der Präfektur Iwate, einschließlich von Ōfunato, vor dem Jahr 2011 drei durch besonders starke Erdbeben erzeugte Tsunamis erlebt: 1896, 1933 und 1960. Betroffene Städte und Dörfer in der Region wurden dabei jedes Mal neu belebt und aufgebaut.
| Katastrophenereignis | Völlig zerstörte Häuser | Zahl der Todesopfer | Quelle |
| --- | ----------------------- | ------------------- | ------ |
| Meiji 1896 (Erdbeben und Tsunami) | 806                     | 3174                | [ 5 ]  |
| Shōwa 1933 (Erdbeben und Tsunami) | 694                     | 423                 | [ 5 ]  |
| Chile 1960 (Erdbeben und Tsunami) | 384                     | 53                  | [ 5 ]  |
| Tōhoku 2011 (Erdbeben und Tsunami) | 362                     | 419                 | [ 5 ]  |
| Anmerkung: Die Zahl der Todesopfer für die Tōhoku-Katastrophe 2011 errechnet sich aus den Gesamtzahlen der Toten und Vermissten des 153. FDMA-Schadensberichts vom 8. März 2016 abzüglich der Zahlenangaben katastrophenbedingter Todesfälle, die von der Wiederaufbaubehörde (Reconstruction Agency, RA) ermittelt wurden. |                         |                     |        |

### Historische Tsunami-Erfahrungen und Gegenmaßnahmen
In Ōfunato wurden wiederholt Rekordauflaufhöhen von Tsunamis gemessen. Die Gegend wurde nach dem Meiji-Sanriku-Erdbeben 1896 durch einen vom Erdbeben ausgelösten Tsunami verwüstet, der seine maximale Auflaufhöhe in Ryōri-Shirahama (heute zu Ōfunato gehörend) mit rund 38 m erreichte (zeitgenössische Angaben sprachen von 39–55 m und 22 m) und 204 der 240 Einwohner tötete. Auch das Shōwa-Sanriku-Erdbeben 1933 mit insgesamt 3000 Toten in Japan löste einen Tsunami aus, der seine maximale Auflaufhöhe von 29 m in Ryōri-Shirahama erreichte. Der Chile-Tsunami von 1960 erreichte hier Höhen von 3–5 m.
Nachdem dieser vom Chile-Erdbeben 1960 ausgelöste Tsunami die Stadt Ōfunato mit langperiodischen Wellen getroffen hatte, wurden zwei Tsunami-Wellenbrecher am Eingang der Bucht bei einer Wassertiefe von 38 m errichtet, die Längen von 290 m und 250 m hatten und eine 200 m breite Öffnung freiließen. Die Wellenbrecher wurden 1967 fertiggestellt und schützten die Stadt erfolgreich gegen den Tokachi-oki-Tsunami 1968.

### Tōhoku-Katastrophe 2011
Am 11. März 2011 wurde die Stadt Ōfunato um 14:46 Uhr vom Tōhoku-Erdbeben erschüttert, das mit Stufe „schwache 6“ auf der japanischen seismischen Intensitäts-Skala registriert wurde.

#### Ausmaß der Überflutung und Schäden
| Gebiet in Ōfunato | Todesopfer | Todesopfer | Einwohner | Tsunami                   | Tsunami             | Entfernung zur nächsten Evakuierungsstätte [m] |
| Gebiet in Ōfunato | Rate [%]   | Anzahl     | Einwohner | Max. Überflutungshöhe [m] | Ankunftszeit [min.] | Entfernung zur nächsten Evakuierungsstätte [m] |
| --- | ---------- | ---------- | --------- | ------------------------- | ------------------- | ---------------------------------------------- |
| Ōfunato | 1,35       | 136        | 10.047    | 9,75                      | 25                  | 382                                            |
| Sanriku | 1,25       | 92         | 7.386     | 8,54                      | 27                  | 333                                            |
| Matsusaki | 0,87       | 41         | 4.718     | 13,84                     | 27                  | 297                                            |
| Quelle: Gesamtbevölkerung laut Statistics Bureau (統計局) und Director-General for Policy Planning (政策統括官), Volkszählung 2010; Todesopfer laut Brand- und Katastrophenschutzbehörde (消防庁 = Fire and Disaster Management Agency, FDMA); Maximale Überflutungshöhe und Ankunftszeit des Tsunamis laut The 2011 Tohoku Earthquake and Tsunami Joint Survey Group; Entfernung zur nächsten Evakuierungsstätte vom Wohnort laut den Evakuierungsstättendaten der Cabinet Secretariat Civil Protection Portal Site (https://www.kokuminhogo.go.jp/en/pc-index_e.html) des Kabinettssekretariat (内閣官房) und den Luftaufnahmen und Karten der Geospatial Information Authority of Japan (GSI) vom Tsunami Damage Mapping Team, Association of Japanese Geographers. |            |            |           |                           |                     |                                                |

Das Erdbeben löste einen Tsunami aus, der höher ausfiel als von den Planern der Wellenbrecher in Ōfunato (wie auch in Kamaishi) erwartet, und der Tsunami verursachte bedeutende Schäden an den Wellenbrechern und überflutete die Stadt (ebenso in Kamaishi), wenngleich die Wellenbrecher dazu beitrugen, die Auswirkungen des Tsunamis in Bezug auf seine Höhe und Ankunftszeit abzuschwächen (in Kamaishi mehr noch als in Ōfunato). Der Tsunami traf in Ōfunato sowohl die an der Küste als auch die zentral gelegenen Gebiete.
Der Tsunami traf Ōfunato in drei Wellen, von denen eine laut Port and Airport Research Institute (PARI) 23,6 m hoch war. Die Trichterwirkung in der Bucht trug dazu bei, dass die gemessene Tsunamihöhe am Hafen bis zu 11,8 m anstieg. Den aufgezeichneten Pegelständen im Hafen zufolge kam der Tsunami erstmals 25 Minuten nach dem Erdbeben dort an und benötigte lediglich 6 Minuten, um eine Höhe von 8 m zu erreichen (an diesem Punkt endete die Aufzeichnung der Messgeräte). Vor der Ankunft des Tsunamis kam es hier zu einer Rückzugsphase des Meeres, und die erste Tsunami-Welle blieb die höchste.
In Sanrikucho-Ryori war die Tsunamihöhe 2011 mit Auflaufhöhen von 17 und 21 m geringer als bei den Sanriku-Tsunamis von 1896 und 1933 und höher als beim Chile-Tsunami von 1960. Doch auch der Tōhoku-Tsunami 2011, der zusammen mit dem Erdbeben japanweit das Leben von über 20.000 Menschen forderte, erreichte mit 40,1 Meter in der Ryōri-Bucht von Ōfunato die höchste Auflaufhöhe in Ōfunato, die zugleich die höchste bekannte Auflaufhöhe in der japanischen Geschichte darstellt. In dieser Ria-Küstenregion kam es zwischen dem 38. und 40. Breitengrad zu katastrophalen Zerstörungen von Städten. Die Zahl der völlig zerstörten Wohngebäude in Ōfunato wird auf 2.791, die der teilweise zerstörten auf 1.147 beziffert. Sieben der 24 Kliniken der Stadt wurden vom Tsunami beschädigt.

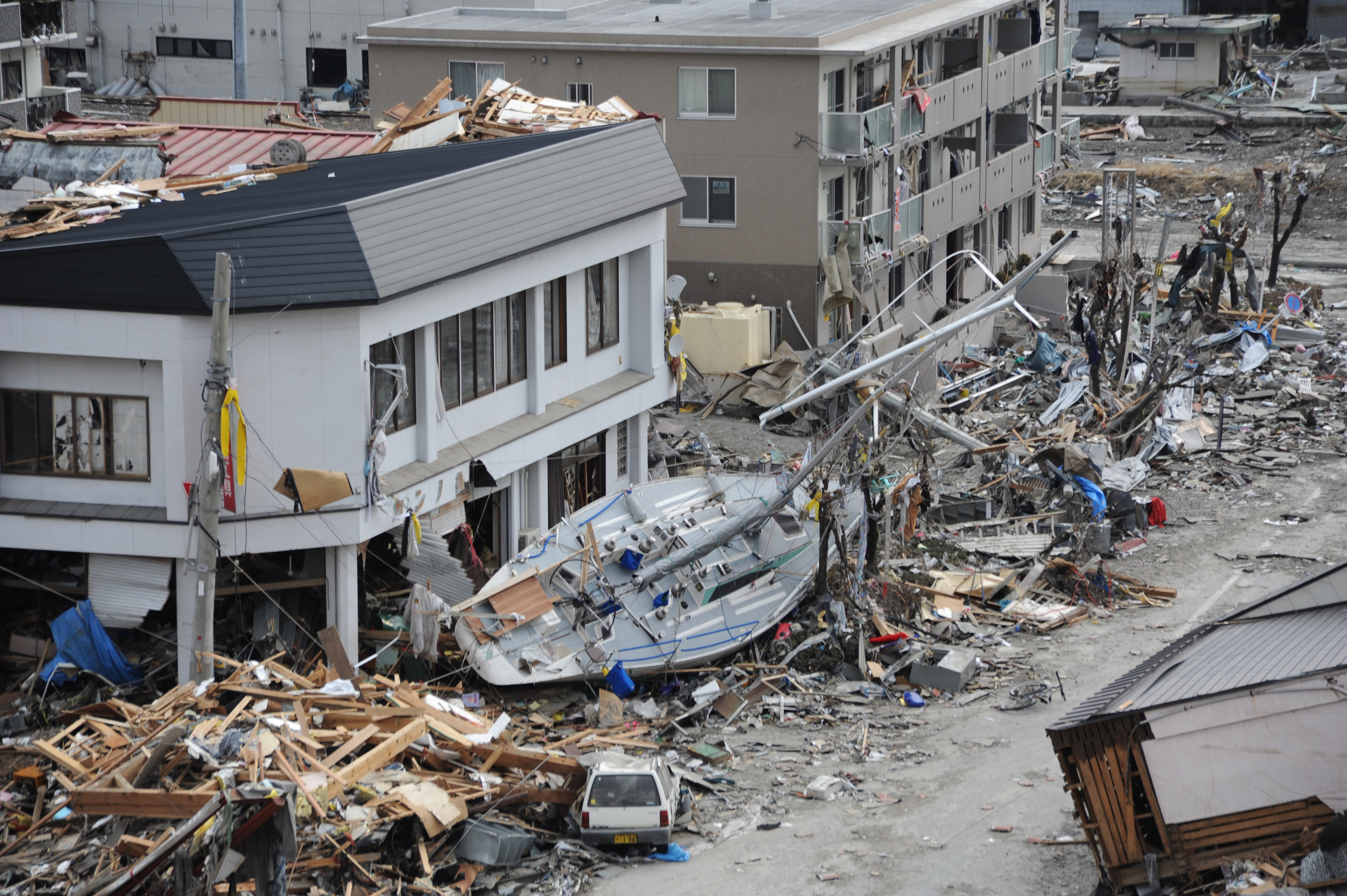
Das 3-geschossige Shear wall-Wohngebäude aus Stahlbeton (oben mittig im Bild) in Chayamae (茶屋前)/Ōfunato-chō (大船渡町) wurde bis zur Oberkante des 3. Geschosses überflutet, blieb jedoch im Bau intakt, da es trotz seiner Nähe zum Meer und verhältnismäßig exponierten Lage keine größeren Trümmer-Einschläge erlitt und während des Tsunami-Rückflusses von einem ähnlichen Gebäude auf seiner landwärtigen Seite geschützt wurde. Östlich davon (oben rechts im Bild) ist die JR East-Station Ōfunato. (Foto: 15. März 2011)

Es kam im Gebiet zum fast vollständigen Einsturz der Holzgebäude. Viele Stahlskelettbauten und Stahlbetongebäude blieben in der Konstruktion intakt, doch erlitten die Stahlgebäude schwere Schäden an nichttragenden Teilen wie durch den Verlust der Verkleidung. Einige Bewohner hatten nach dem Chilenischen Tsunami im Jahr 1960, als in Ōfunato Überflutungstiefen von 5,6 m auftraten, ihre Häuser als 3-geschossige Stahlbetongebäude in der Überzeugung errichtet, diese würden einem zukünftigen Tsunami standhalten. Am 11. März 2011 überflutete der Tsunami jedoch viele dieser Gebäude bis zur Dachhöhe.
In der Stadt kam es zu einer co-seismischen Subsidenz, die seit der Tōhoku-Katastrophe häufig erfolgende Überflutungen zur Folge hatte.

#### Opfer
Die Brand- und Katastrophenschutzbehörde (Fire and Disaster Management Agency, FDMA) meldete in ihrem 157. FDMA-Schadensbericht vom 7. März 2018 422 Tote und 79 Vermisste für Ōfunato.
Gemessen an der Gesamtbevölkerung Ōfunatos, die bei der Volkszählung von 2010 mit 40.737 angegeben worden war, betrug die Opferrate durch die Katastrophe von 2011 1,2 %, wenn alle in dem 157. FDMA-Schadensbericht vom 7. März 2018 registrierten Toten und Vermissten berücksichtigt werden beziehungsweise 1,03 %, wenn die in dem 153. FDMA-Schadensbericht vom 8. März 2016 registrierten Opfer (419 Tote und 79 Vermisste) abzüglich der von der Wiederaufbaubehörde (Reconstruction Agency, RA) gemeldeten katastrophenbedingten Todesfälle berücksichtigt werden, wodurch sich eine Zahl von 419 Toten und Vermissten ergibt. Mit der gleichen Datengrundlage, aber allein auf das Überflutungsgebiet des Tsunamis in Ōfunato bezogen, das eine Fläche von 8 km2 umfasste, ergab sich eine Opferquote von 2,20 %. 19.073 Menschen und damit 47 % der Gesamtbevölkerung der Stadt Ōfunato (wenn man mit Stand von 2010 von 40.738 Einwohnern ausgeht) hatten ihren Wohnsitz in dem am 11. März 2011 vom Tsunami überfluteten Gebiet gehabt.
Obwohl fast die Hälfte der Bevölkerung in der überfluteten Region lebte, zählte die Sterblichkeitsrate der in dem Überflutungsgebiet lebenden Bevölkerung zu den niedrigsten an der Ria-Küste und lag noch unter der von Miyako, wo lediglich 3 % der Bevölkerung im Überflutungsgebiet lebten.

#### Evakuierung
Die Stadt Ōfunato verfügte über ein für Tsunamiwarnungen einsetzbares Übertragungssystem mit über 120 mobilen, portablen und stationären (Lautsprecher-)Stationen, einige davon mit visuellem Alarm. In Ōfunato fielen diese Systeme aus, als Tsunamiwasser die auf den Sirenentürmen befestigten Battery Power Packs überflutete. Örtliche Katastrophenschutzvertreter gehen davon aus, dass die meisten Menschen in Ōfunato die Küstengebiete infolge der Bodenerschütterungen zu ihrer Evakuierung verließen, während ihr Anteil in Kesennuma auf 20–30 % geschätzt wird und dort die Mehrheit vor ihrer Evakuierung auf eine offizielle oder formelle Warnung wartete. Die Reaktion so vieler Menschen auf natürliche Warnzeichen, wie in diesem Fall die Stärke und besonders die Dauer der Bodenerschütterungen, kann auf die Geschichte bedeutender Tsunamiauswirkungen in Orten der Ria-Küste und die daraus entstandene Erziehung zur Flucht auf höheres Gelände im Fall starker Bodenerschütterungen zurückgeführt werden.
Während in der Stadt Ōfunato die meisten Menschen in den offiziell und auf den Karten als solche verzeichneten Tsunami-Gefahrenzonen schnell evakuierten, neigten die gerade noch außerhalb der auf den Karten verzeichneten Gefahrenzonen lebenden Menschen dazu, nicht zu evakuieren, bis sie den Tsunami ihrer eigenen Behausung nahekommen sahen.
In der Grundschule Okirai erreichte der Tsunami fast das Dach des dreigeschossigen Gebäudes, doch konnten alle Schüler sicher über eine Evakuierungsbrücke entkommen, die das Schulgebäude mit einer nahegelegenen Straße auf höherem Terrain verbindet und den Fluchtweg von 250 auf 110 Meter sowie die Evakuierungszeit von 6 auf 3 Minuten verkürzt.

Galerie: Verwüstungen in Ōfunato nach dem Erdbeben und Tsunami vom 11. März 2011:
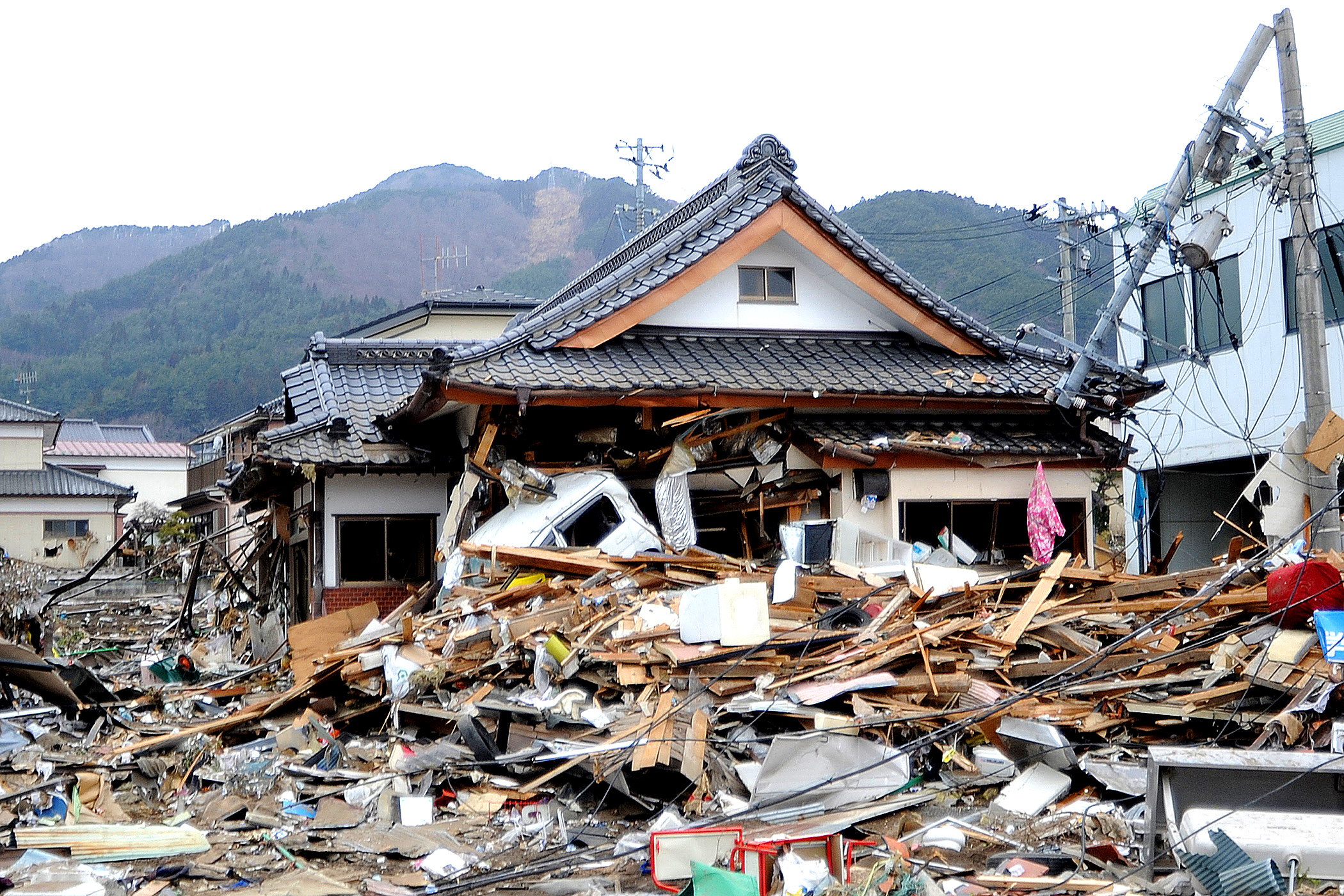
Zerstörtes Haus (Foto: 15. März 2011)
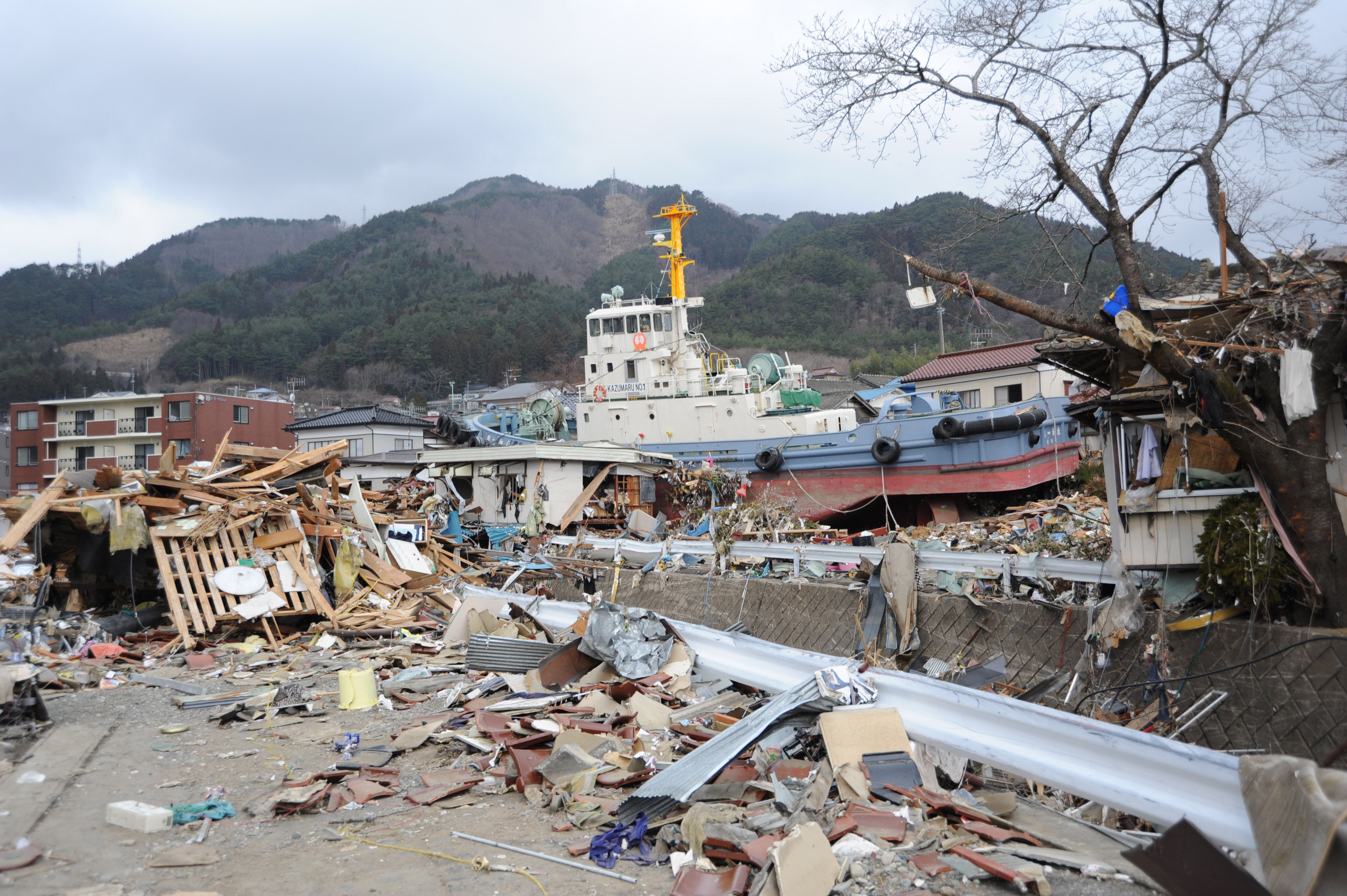
Ein Schlepper im Tsunamiangespül in Ōfunato (Foto: 15. März 2011)
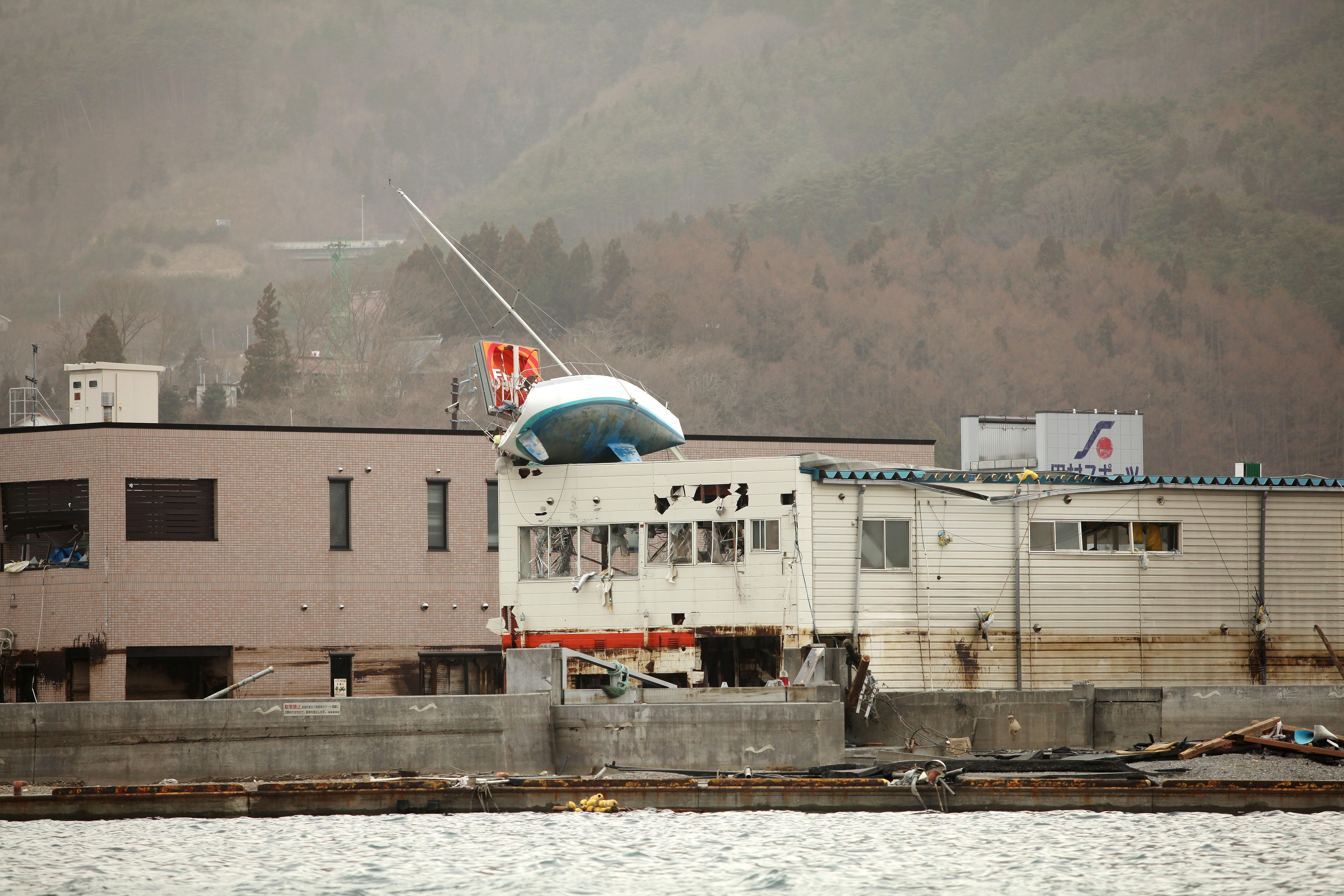
Ein auf ein Tankstellendach im Hafen von Ōfunato angespültes Segelboot (Foto: 21. März 2011)

### Wiederaufbau
Die Stadt Ōfunato setzte einen Monat nach der Katastrophe, am 20. April 2011, eine grundlegende regionale Sanierungs- und Wiederaufbaupolitik fest. Sie richtete ein Planungsgremium aus lokalen Politikern und Wirtschaftsführern sowie Stadtplanern der Universität ein, die den Wiederaufbauplan der Stadt am 31. Oktober 2011 fertiggestellten. Der Plan sieht den Bau von Sozialwohnungen, die Abschaffung der Küstensiedlungen sowie die Reparatur und den Bau der Fischereihäfen und Straßen vor. Ein bedeutender Teil dieser regionalen Bauprojekte wird von der nationalen Regierung getragen.
Neben dem kommunalen Wiederaufbauplan existieren weitere Pläne für den regionalen Wiederaufbau.

## Verkehr
- Straße:
  - Sanriku-Jukan-Autobahn
  - Nationalstraße 45, 107, 397
- Zug:
  - JR Ōfunato-Linie
  - Sanriku-Eisenbahn

## Söhne und Töchter der Stadt
- Kenta Matsuda (* 1984), Fußballspieler
- Nanae Sasaki (1956–2009), Marathonläuferin

## Weblinks

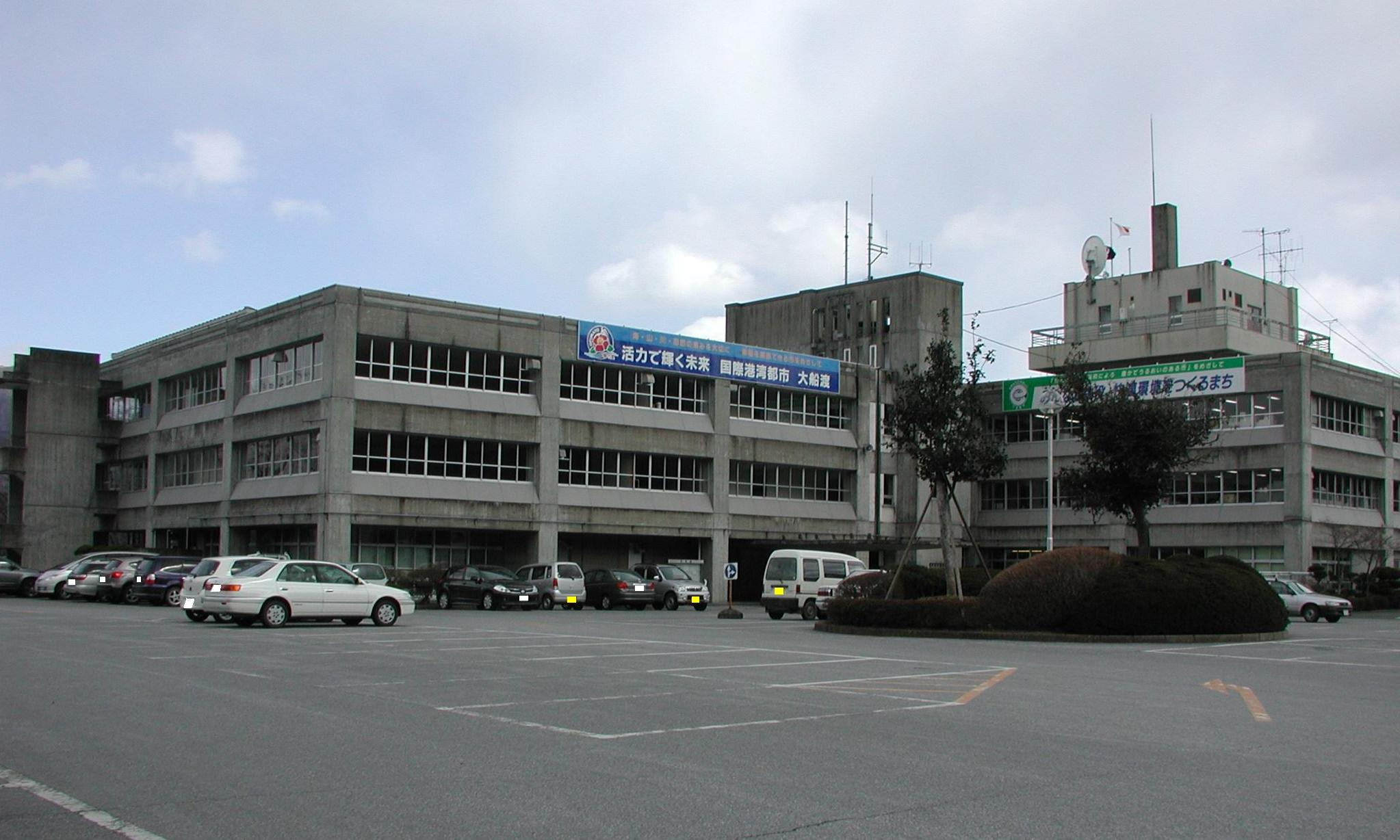
Rathaus von Ofunato (Foto aufgenommen im März 2010)

## Angrenzende Städte und Gemeinden
- Kamaishi
- Rikuzentakata
- Sumita